# Campanula columnaris
Campanula columnaris är en klockväxtart som beskrevs av Contandr., Quézel och Zaffran. Campanula columnaris ingår i släktet blåklockor, och familjen klockväxter.
Artens utbredningsområde är Grekland. Inga underarter finns listade i Catalogue of Life.